# Санта Марија Мадалена (Сондрио)
Санта Марија Мадалена је насеље у Италији у округу Сондрио, региону Ломбардија.
Према процени из 2011. у насељу је живело 32 становника. Насеље се налази на надморској висини од 1253 м.